# Zamiana (film 2009)
Zamiana – komedia produkcji polsko-rumuńskiej z 2009 roku w reżyserii Konrada Aksinowicza, będąca jego pełnometrażowym debiutem reżyserskim. Zdjęcia kręcono w Bydgoszczy, w pałacu w Mosznej oraz w Warszawie.

## Opis fabuły
Prezydent jest prawdziwym szeryfem Rzeczypospolitej, ma blisko 90% poparcia narodu, jest legendą, jest wysportowanym supermacho,  który potrafi sam obezwładnić zamachowca i który bardzo lubi kobiety. Pani Prezydentowa spędza samotnie wieczory odliczając dni uciekającej młodości i kolejne kochanki męża.
Pewnej nocy coś jednak zaczyna się zmieniać, Prezydent traci swoją męskość i powoli zmienia się w kobietę. Prezydentowa zaś traci kobiecość na rzecz męskości i niebawem okaże się, że kryzys małżeński prezydenckiej pary to drobiazg w porównaniu z zagadkowymi, wydarzeniami, które przyniesie im rzeczywistość.

## Obsada
- Grażyna Wolszczak – pani prezydentowa Junona Więcek
- Piotr Gąsowski – prezydent Tomasz Więcek
- Malwina Buss – Agata
- Joanna Liszowska – Kamila Niechciał
- Krzysztof Tyniec – Maurycy
- Hanna Śleszyńska – Iwonka
- Beata Tyszkiewicz – Ewelina
- Grażyna Szapołowska – Mama Luśki
- Marek Frąckowiak – premier
- Jerzy Nasierowski − Fantom
- Henryk Hjortholm – Niespieszny
- Ryszard Czubak – klientka
- Katarzyna Romanowska – reporterka Superstacji
- Karolina Łukaszewicz – Luśka
- Tadeusz Szymków – major Jędruś
- Krzysztof Banaszyk – Stach
- Sonia Bohosiewicz – Miecia
- Michał Piela – ochroniarz BOR
- Ewa Złotowska – tłumaczka
- Tadeusz Wojtych – Antoni Cichosz-Dziwak
- Sebastian Stankiewicz – Moskit
- Jola Sokół – Jola
- Kobas Laksa – transwestyta 2
- Michał Piróg – Joni
- Jan Kuźmierowski – dziadek Luśki
- Paweł Burczyk – Supervisor
- Barbara Kobrzyńska – pani dyrektor
- Wojciech Sokół – Ryjewicz
- Violetta Arlak – Sylwia
- Christine Paul-Podlasky – Aldona Piesko
- Agata Kulesza – Miecia
- Krzysztof Pyziak – reporter
- Konrad Aksinowicz – reżyser
- Konrad Stefaniak – producent
- Edyta Herbuś – dziennikarka
- Marta Kielczyk – prezenterka serwisu "TV News"
- Michał Wiśniewski – transwestyta 1